# Edward Tylor Miller
Edward Tylor Miller (ur. 1 lutego 1895, zm. 20 stycznia 1968) – amerykański polityk związany z Partią Republikańską. W latach 1947–1959 był przedstawicielem pierwszego okręgu wyborczego w stanie Maryland w Izbie Reprezentantów Stanów Zjednoczonych.